# G・スペンサー＝ブラウン
G・スペンサー＝ブラウン（G. Spencer-Brown、1923年4月2日 - 2016年8月25日）は、イギリス・リンカンシャー生まれの数学者。フルネームはジョージ・スペンサー＝ブラウン（George Spencer-Brown）であるが、著書ではすべてファーストネームはイニシャルのみで表記している。

## 経歴
ケンブリッジ大学トリニティ・カレッジ在籍。その際、バートランド・ラッセル、ウィトゲンシュタインと面識を持つ。卒業後オックスフォード大学クライスト・チャーチ分校の研究講師に専任され、確率に関する数学理論で最初の研究成果をあげる。1964年、ラッセルの推薦でロンドン大学の形式数学の講師となる。1969年、ケンブリッジ大学の純粋数学科に所属。主たる数学的関心は整数論。チェスのハーフブルー。グライダーパイロットとして2つの世界記録を持つ。『デイリーエクスプレス』紙スポーツ欄の寄稿者。
「形式の法則」の著者であることで最もよく知られる。それは、ニクラス・ルーマンなどの社会学者に、大きな影響を与える。彼は彼の編み出した算法によって、四色問題を解決したと主張したこともあった。
日本では、社会学者の大澤真幸によって紹介されている。大澤はスペンサー＝ブラウンの主著『形式の法則』を邦訳し、その解題を自らの博士論文『行為の代数学』に纏めている。

## 著書
- Laws of Form, Bohmeier, Joh., 2008 ISBN 978-3890945804
  - Julian Press, 1972 ISBN 978-0517527764
  - 大澤真幸、宮台真司共訳、朝日出版社、1987年 ISBN 978-4255870069

## 関連図書
- 大澤真幸 『行為の代数学-スペンサー=ブラウンから社会システム論へ』 青土社,1988年。増補新版、青土社、1999年。ISBN 978-4-7917-5779-4。